# Poetik
Poetik henviser generelt til teorien om litterær diskurs og især til teorien om poesi. Nogle bruger dog udtrykket i bredere forstand til at beskrive selve konceptet om ”teori”. Ordet stammer fra Aristoteles' Poetik, et værk om definitionen af poesi som har lagt fundamentet for eftertidens ideer om emnet i vesten.

## Historie
En fremtrædende forsker i poetik, T.V.F. Brogan, identificerede tre store bevægelser i vestlig poetik igennem de sidste 3000 år. Han begynder med den formalistiske, objektivistiske aristoteliske tradition. Gennem romantikken var tendensen inden for poetik mere ekspressionistisk og der blev lagt vægt på det sansende subjekt. I det 20. århundrede vendte det aristoteliske paradigme tilbage, fulgt af tendenser mod metakritik eller skabelsen af en poetikteori. 

Østlig poetik udviklede sig primært i forhold til lyrik, i modsætning til det mimetiske.